# Matrizenaddition

Bei der Matrizenaddition weisen alle beteiligten Matrizen die gleiche Spalten- und Zeilenzahl auf.

Die Matrizenaddition oder Matrixaddition ist in der Mathematik eine additive Verknüpfung zweier Matrizen gleicher Größe. Das Ergebnis einer Matrizenaddition wird Matrizensumme, Matrixsumme oder Summenmatrix genannt und ergibt sich durch komponentenweise Addition der jeweils entsprechenden Einträge der beiden Ausgangsmatrizen. Die Matrizenaddition ist assoziativ, kommutativ und mit der Matrizenmultiplikation distributiv.
Die Menge der Matrizen gleicher Größe bildet mit der Matrizenaddition eine additive Gruppe, deren neutrales Element die Nullmatrix ist. Die Menge der quadratischen Matrizen gleicher Größe über einem Ring bildet mit der Matrizenaddition und der Matrizenmultiplikation wiederum einen Ring. Die Menge der Matrizen gleicher Größe über einem Körper bildet mit der Matrizenaddition und der Skalarmultiplikation einen Vektorraum.

## Definition

Bei der Berechnung der Matrizensumme werden die Matrixeinträge komponentenweise addiert.

Ist {\displaystyle (R,+)} ein Ring und sind {\displaystyle A=(a_{ij})\in R^{m\times n}} sowie {\displaystyle B=(b_{ij})\in R^{m\times n}} zwei Matrizen über {\displaystyle R}, dann wird die Matrizensumme von {\displaystyle A} und {\displaystyle B} durch
{\displaystyle A+B=(a_{ij}+b_{ij})={\begin{pmatrix}a_{11}+b_{11}&\cdots &a_{1n}+b_{1n}\\\vdots &\ddots &\vdots \\a_{m1}+b_{m1}&\cdots &a_{mn}+b_{mn}\end{pmatrix}}}
definiert. Die Summenmatrix ergibt sich demnach durch komponentenweise Addition der entsprechenden Einträge der beiden Ausgangsmatrizen. Sie ist dabei nur für den Fall definiert, dass die beiden Ausgangsmatrizen die gleiche Größe aufweisen. Die Ergebnismatrix besitzt dann ebenfalls diese Größe.

## Beispiel
Die Matrizensumme der beiden reellen (2 × 2)-Matrizen
{\displaystyle A={\begin{pmatrix}3&2\\0&1\end{pmatrix}}}   und   {\displaystyle B={\begin{pmatrix}1&3\\2&0\end{pmatrix}}}
ergibt sich als
{\displaystyle A+B={\begin{pmatrix}3+1&2+3\\0+2&1+0\end{pmatrix}}={\begin{pmatrix}4&5\\2&1\end{pmatrix}}}.

## Eigenschaften
Das Matrizenaddition erbt die Eigenschaften des zugrunde liegenden Rings. Sie ist assoziativ, das heißt für Matrizen {\displaystyle A,B,C\in R^{m\times n}} gilt
{\displaystyle A+(B+C)=(A+B)+C}.
und kommutativ, also
{\displaystyle A+B=B+A}.
Weiter ist die Matrizenaddition verträglich mit der Multiplikation von Skalaren {\displaystyle a\in R}, das heißt
{\displaystyle a\,(A+B)=a\,A+a\,B}.
Zusammen mit der Matrizenmultiplikation gelten zudem die Distributivgesetze
{\displaystyle (A+B)\cdot C=A\cdot C+B\cdot C}   und   {\displaystyle A\cdot (B+C)=A\cdot B+A\cdot C}.
Weiter gilt für die transponierte Matrix einer Summe zweier Matrizen
{\displaystyle (A+B)^{T}=A^{T}+B^{T}}.
Die Summe zweier symmetrischer Matrizen ist demnach wieder symmetrisch.

## Algebraische Strukturen

### Matrizen als Gruppe
Die Menge der Matrizen fester Größe bildet mit der Matrizenaddition eine additive Gruppe {\displaystyle (R^{m\times n},+)}. Das neutrale Element in dieser Gruppe ist die Nullmatrix {\displaystyle 0\in R^{m\times n}}, bei der alle Einträge gleich dem Nullelement in {\displaystyle R} sind. Somit gilt für alle Matrizen {\displaystyle A\in R^{m\times n}}
{\displaystyle A+0=0+A=A}.
Das zu einer Matrix {\displaystyle A=(a_{ij})} additiv inverse Element ist dann die Matrix
{\displaystyle -A=(-a_{ij})},
wobei {\displaystyle -a} das additiv inverse Element zu {\displaystyle a} in {\displaystyle R} darstellt. Die Differenz zweier Matrizen ist damit gegeben durch
{\displaystyle A-B=A+(-B)=(a_{ij}-b_{ij})}.

### Matrizenringe
Die Menge der quadratischen Matrizen fester Größe bildet mit der Matrizenaddition und der Matrizenmultiplikation einen (nichtkommutativen) Ring {\displaystyle (R^{n\times n},+,\cdot )}. Ist der zugrunde liegende Ring {\displaystyle R} unitär, dann ist auch der zugehörige Matrizenring unitär, wobei das Einselement durch die Einheitsmatrix {\displaystyle I\in R^{n\times n}} dargestellt wird.
Ebenfalls einen Ring bildet die Menge der Matrizen beliebiger fester Größe mit der Matrizenaddition und dem Hadamard-Produkt {\displaystyle (R^{m\times n},+,\circ )}. Ist {\displaystyle R} unitär, dann besitzt auch dieser Matrizenring ein Einselement, die Einsmatrix {\displaystyle J\in R^{m\times n}}, bei der alle Elemente gleich dem Einselement des Ausgangsrings sind.

### Matrizenraum
Die Menge der Matrizen beliebiger fester Größe über einem Körper bildet mit der Matrizenaddition und der Skalarmultiplikation einen Vektorraum {\displaystyle (R^{m\times n},+,\cdot )}. Die Standardbasis für diesen Matrizenraum besteht aus der Menge der Standardmatrizen {\displaystyle E_{ij}}, bei denen der Eintrag an der Stelle {\displaystyle (i,j)} eins ist und alle anderen Einträge null sind. Der Matrizenraum hat demnach die Dimension {\displaystyle m\cdot n}.
Ist {\displaystyle A\in \mathbb {K} ^{m\times n}} eine Matrix über dem Körper der reellen oder komplexen Zahlen und {\displaystyle \|\cdot \|} eine Matrixnorm, dann gilt, per Definition einer Norm, die Dreiecksungleichung
{\displaystyle \|A+B\|\leq \|A\|+\|B\|}.
Die Norm einer Matrizensumme ist demnach höchstens so groß wie die Summe der Normen der Summanden.